# Jack Schaeffer
Jack Schaeffer (ur. 19 marca 1946 w Los Angeles) – amerykański muzyk jazzowy i producent.